# Melchor Chico
Melchor Jiménez Heredia es un tocaor flamenco de Marchena nacido el 21 de octubre de 1971. Heredero de la familia de los Melchores de Marchena, nieto de Melchor de Marchena y sobrino de Enrique de Melchor.

## Biografía
Desde temprana edad instruido por Antonio Cortés y por Enrique de Melchor influido por grandes artistas como Paco de Lucía, Manolo Sanlúcar o Tomatito además de su tío Enrique de Melchor.
Pronto comenzó su carrera de artista flamenco y formó parte de un trío de guitarras Aduke Sar Singa, y compartiría cartel en grandes festivales junto con su primer maestro Antonio Cortés y Juan Reyes. Poco después entró en la formación de Rocío Jurado por cerca de diez años.
Actualmente forma parte de la agrupación La Bejazz donde practica flamenco y jazz fusión.
- Datos: Q30916561